# Sorin Coliban
Sorin Coliban (n. 1976, București, România) este un cântăreț de operă român, stabilit în Austria unde a fost timp de 11 ani solist al Wiener  Staatsoper și 5 ani solist al Operei Poporului - Volksoper din Viena.

## Biografie

### Studii
Bas-baritonul Sorin Coliban a absolvit  Academia de Muzică din București - Secțiunea Canto, la clasa prof. Dorin Teodorescu. A continuat să studieze, în particular, timp de șase ani, cu prof. Georgeta Bălan, dar și cu Elio Battaglia (Torino), Ernesto Palacio (Milano).

### Cariera profesională
După numeroase apariții pe podiumul de concert din țară și premii câștigate la concursuri naționale și internaționale, cariera sa debutează în martie 1996, la Atena cu rolul titular din opera „Don Giovanni”, în regia celebrului bas italian Ruggero Raimondi. 
Imediat după acest debut a fost invitat la Londra la Opera Regală (Royal Opera House-Covent Garden) unde a debutat în mai 1996. S-a întors acolo, în mod regulat, în stagiunile ce au urmat.
Între timp, cariera sa a continuat la Paris în cadrul Operelor Bastille, Garnier și Chatelet abordând o largă paletă a repertoriului de operă, de la clasic, belcanto, verism și până la operele secolului XX.
Între anii 2000 și 2011 a avut numeroase apariții pe scenele teatrelor de operă și a festivalurilor din întreaga lume: San Francisco (War Memorial Opera House), Tel Aviv (New Israeli Opera), Monte Carlo, Bergen (Norvegia), Tokio, München (Staatsoper), Düsseldorf (Germania), Basel, St.Gallen, Luzern (Elveția), Wiener Festwochen, Bregenz(Bregenzer Festspiele), Klagenfurt (Austria), La Coruña (Mozart Festival-Spania), Pesaro (Rossini Opera Festival- Italia),Edinburgh (Festivalul de la Edinburgh) și altele.
Din septembrie 2004 și pâna în prezent este angajat la Operele Staatsoper și Volksoper din Viena în ansamblul de soliști, dar continuând să fie invitat și în alte teatre și festivaluri.
Printre numeroasele roluri din ultimii ani se numără Timur în „Turandot” de Puccini, Fasolt din „Das Rheingold” (Aurul Rinului) de Richard Wagner sub bagheta dirijorului Franz Welser-Möst, Der Justiziär din „Der Evangelimann” de Wilhelm Kienzl, Fra Melitone din „La forza del destino” de Verdi, Comandorul din „Don Giovanni” de Mozart, Colline în „La Boheme”, Basilio în „Il barbiere di Seviglia”, Der Bauer din „Die Kluge” de Carl Orff, Ramfis din „Aida”, Filippo II și Marele Inchizitor din „Don Carlos” de Verdi , Der Holländer în „Der fliegende Holländer” și multe altele.Repertoriul lui Sorin Coliban cuprinde peste 60 de roluri de operă.
În vara anului 2013 , Sorin Coliban debutează la Festivalul Richard Wagner de la Bayreuth , Germania într-o complet noua producție a Inelului Niebelungilor de R. Wagner , regizat de regizorul din Germania Frank Castorf și dirijat de Kirill Petrenko din Russia. Coliban a interpretat rolul uriașului Fafner în opera „Aurul Rinului „ și in opera „Siegfried“ .Această producție a fost dedicată bicentenarului Richard Wagner - 200 de ani de la nașterea celebrului compozitor.  
Ca fapt divers, Sorin Coliban este doar al doilea solist român care a avut șansa de a cânta la Festivalul de la Bayreuth. Primul a fost Dimitrie Popovici- Bayreuth care a cântat acolo la sfârsitul secolului XIX.
În anii urmatori, Coliban s-a întors la Bayreuth , a debutat la Filarmonica de la Berlin cu rolul Peneios din opera „Daphne“ de Richard Strauss sub conducerea Maestrului Marek Janowski în 2016 și a debutat cu rolul Konchak din opera Prințul Igor de Alexandru Borodin la Volksoper din Viena. 
Între anii 2017 și 2021 , debutează la Festivalul de Operă în Cariera Romană din St. Margarethen -Austria , cu rolul Sparafucile din opera Rigoletto (Premiera a fost transmisă live la Televiziunea austriacă și a fost gravată pe DVD) . Cântă concerte și spectacole de Operă la Opera de Stat din Viena , Festivalul de la Lugoj, rolul titular din “Don Pasquale” de G. Donizetti  în Suedia , la Filarmonica de pe Elba din Hamburg (Oratoriul “Les Béatitudes “ de Cesar Franck ) și debutează în Februarie 2021 , la celebra Operă Scala din Milano într-o nouă producție a operei « Salome » de Richard Strauss.  
În Romania revine pentru două roluri importante în perioada 2015-2016 Don Giovanni - rolul titular și Don Pasquale rolul titular la Opera Româna de la Craiova.
Abordează în mod frecvent și alte genuri muzicale precum vocal-simfonic si lied repurtând numeroase succese pe scenele de concert din Dresden Arhivat în 28 septembrie 2011, la Wayback Machine., Lyon, Bruxelles, Amsterdam(Concertgebouw),Rotterdam,Londra(Royal Albert Hall,Royal Festival Hall,Queen Elisabeth Hall), București(în cadrul "Festivalului Internațional George Enescu",Ateneul Roman,Sala Palatului,Sala Radio) și Viena(Musikverein).
Participă la înregistrări audio și video realizate de firmele EMI-Classics și Naxos .
A făcut parte din multe transmisii la radio în Austria ORF-Ö1 A, B etc. și în Anglia la BBC C[nefuncțională – arhivă]
, D, E.

## Premii
- Marele Premiu și Premiul Criticii Muzicale la „Concursul Mihail Jora” în 1994 la București[2]
- Premiul II la Concursul de interpretare a liedului - Ionel Perlea” în 1993 la Slobozia[3]
- Premiul I la Concursul International „The quest for Don Giovanni” în 1995 la Atena

## Colaborări

### Colaborări cu dirijori și regizori
Bernard Haitink, Franz Welser-Möst, Seiji Ozawa, Zubin Mehta, Rafael Frühbeck de Burgos, Alberto Zedda, Bruno Campanella, Antonio Pappano, Daniele Gatti, Marek Janowski,Kirill Petrenko,Donald Runnicles, Gary Bertini, James Conlon, Kent Nagano, Princhas Steinberg, Richard Bonynge, Valeri Gherghiev,Cristian Mandeal, Giancarlo del Monaco, Emilio Sagi , Jerome Savary , Alfredo Arias, Robert Carsen, Philippe Arlaud ,Graziela Sciutti, Jonathan Miller, Luc Bondi, Nicolas Joel, Benoit Jaquot, Marco Arturo Marelli, Diethmar Pflegerl, Josef Köpplinger, Olivier Tambosi și alții.

### Colaborări cu soliști
Placido Domingo, Anna Netrebko,Angela Gheorghiu, Grace Bumbry, Leontina Vaduva, Roberto Alagna, Marina Krilovici, Eduard Tumagian, Alfredo Mariotti, Bryn Terfel, Ruggero Raimondi, Enzo Dara, Piotr Beczala, Ludovic Tezier, Yusif Eyvazov, Feruccio Furlanetto, Jennifer Larmore, Jose Van Dam, Karita Mattila, Simon Keenlyside,Erwin Schrott, Maria Guleghina, Ramon Vargas, Aida Garifullina , Robert Lloyd, Thomas Hampson, Dmitri Hvorostovski, Nina Stemme,Ildar Abdrazakov și alții.

## Filmografie
- Tosca (2001) în rolul lui Sciarrone

## Aprecieri critice
„En revanche, la seconde édition du Mondo delle Farse, une initiative destinée à explorer les œuvres des contemporains de Rossini, a permis de retrouver en situation professionnelle quelques-unes des personnalités les plus affirmées de l'année dernière comme Sorin Coliban, ... ”— L'Avant scéne opéra, nr. 210, 2002, p. 139
„Sorin Coliban and William Dazelcy made notable contributions as old Capulet and Mercutio, and there were well-earned bravos for Charles Mackerras and the orchestra, who redeemed Gounod's occasional penchant for sentimentality and ... ”— Country life, Vol. 194, 2000, p. 83
„But Sorin Coliban, a very promising young Romanian bass having a good career, may develop into great Don in the future. ”—  Helena Matheopoulos, Diva: the new generation : the sopranos and mezzos of the decade discuss their roles, Northeastern University Press, 1998, p. 122
„Sorin Coliban hat die Rolle des Erziehers Raimondo ebenso gewissenhaft und mit beeindruckenden Legato-Bögen versehen einstudiert  Wiener Zeitung 21.iunie.2012”